# Pirilla
La pirilla è un tipo di pane o focaccia prodotto durante la panificazione casalinga, tradizionale del Salento, ottenuto con impasto lievitato di acqua e farina di grano duro. Ottenuta per colatura diretta sulla pietra di un forno a legna con l'aiuto di una paletta. Ha una forma rotondeggiante di circa 20 cm di diametro e pochi centimetri di spessore, presenta la faccia superiore liscia, quasi levigata, dura ma non croccante. La pasta interna ha un aspetto compatto e quasi gommoso con piccoli alveoli. Richiede brevi tempi di cottura (meno di un'ora).
Nella pasta, specie se nata per essere mangiata senza condimento, possono essere inserite olive nere intere per dare sapore, a volte uva passa. Se la pirilla contiene altri ingredienti, come olio,  pomodoro, pezzi di zucca, cipolla, ecc. può prendere localmente un nome più specifico (ad esempio cucuzzata).
Lo spessore e la pasta compatta permettono un comodo spacco per la farcitura. La farcitura più usata era il pomodoro fresco, spesso solo il seme e gli umori interni del pomodoro, olio e sale. Pure peperoni fritti, a volte pure accompagnati da pomodoro fresco. Vanno molto bene le farciture che bagnano la pasta e l'ammorbidiscono un po', come i sughetti di pomodoro, cipolla e peperoni ma pure i pezzetti di carne di cavallo. Una variante della farcitura sono i peperoni fritti con fette di mortadella.

## Sinonimi
Presenta vari sinonimi nel Salento. I più usati sono frizzulu (Scorrano), pirilla (Ortelle, Castro), pitilla (Specchia Gallone, Poggiardo, San Cesario di Lecce), 'mpilla (Sannicola), pilla (Cursi, Cutrofiano, Melpignano, Otranto), simeddhra (Tricase, Depressa)

## Preparazione
La pastina era preparata coi resti degli impasti recuperati dai lavaggi dei contenitori, quindi particolarmente liquida e informata per ultima. Per via del ridotto spessore la cottura avveniva prima degli altri prodotti in cottura ed era prodotta in pochi pezzi e generalmente destinata al consumo immediato degli stessi panificatori occupati per diverse ore nelle operazioni di impasto e cottura. A volte era prodotta appositamente con impasti ad hoc per il consumo casalingo e per distribuzione tra parenti e amici. Non era destinata alla vendita. Con la riscoperta delle antiche tradizioni alcuni forni industriali la producono ancora e la vendono.

## Storia
Nella tradizione salentina, comune ad altre tradizioni contadine, si procedeva con cadenza regolare alla panificazione, spesso in capientissimi forni a legna pubblici. Gli intervalli di panificazione potevano essere variabili, da cadenze bisettimanali fino a periodi di oltre tre mesi, per cui il quantitativo di farina di una o più famiglie associate, poteva costituirsi anche da un impasto di 100-200 kg. Nella panificazione una quota limitata (20%) si costituiva da pezzi pane morbido da consumarsi nei primissimi giorni in genere da tagliarsi a fette. Moltissime risultano le varianti del pane fresco spesso associate alla presenza nell'impasto di olive nere, zucca, cipolla, ecc.. o a particolari lavorazioni (taralli, pirille, ecc..) per il consumo diretto senza particolari condimenti aggiunti. La quota maggiore dell'impasto di panificazione veniva riservato, in genere, alla produzione di friselle, un biscotto di più lunga conservazione rispetto al pane fresco garantendo intervalli di panificazione maggiori.
La pirilla, come recupero finale degli impasti dai fondi dei contenitori della lievitazione, rappresenta più che un tipo di pane, una testimonianza del mondo agricolo arcaico ormai scomparso e molti comuni nel leccese la omaggiano con feste e sagre. La più importante e consolidata è la Festa della Pirilla nel Comune di Ortelle che nell'estate del 2009 si è svolta per la ventinovesima volta, essendo tra l'altro una delle più antiche sagre gastronomiche in assoluto nella Provincia di Lecce. All'evento è accordato il patrocinio da parte della Presidenza del Consiglio dei ministri – Ministero per i Rapporti con le Regioni, del Presidente della Regione Puglia e del Comune stesso.